# Hospital Universitario Virgen de Valme
El Hospital Universitario Virgen de Valme es un complejo hospitalario (junto con el Hospital el Tomillar de Alcalá de Guadaira) público gestionado por el Servicio Andaluz de Salud, ubicado en la ciudad española de Sevilla. Tiene función asistencial y docente, estando afiliada al mismo la Facultad de Medicina de la Universidad de Sevilla. Presta atención a 400 000 personas y tiene un presupuesto de 125 millones de euros. Según el ranking Merco' se encuentra en el 40.º puesto en cuanto a calidad hospitalaria de los más de 700 hospitales españoles.
Su denominación rinde homenaje a la Virgen de Valme, advocación mariana que da nombre a la romería homónima, una de las más importantes de Andalucía.

## Historia
Fue inaugurado el 13 de marzo de 1982 por el por aquel entonces ministro de Sanidad, Manuel Núñez.Concebido originalmente como un proyecto exclusivo para la diputación provincial, realizado por el doctor Rafael Caballero Barrios. Rápidamente se le conoció como el hospital de especialidades y fue el tercero de la ciudad de Sevilla, tras el Virgen del Rocío y el Hospital Universitario Virgen Macarena.

## Centros asociados

### Hospitales
El complejo sanitario comprende los siguientes hospitales:
- Hospital General
- Hospital El Tomillar

### Centros de consultas externas
- C.P.E. Alcalá de Guadaira
- C.P.E. Dos Hermanas
- C.P.E. Morón de la Frontera

### Centros de salud mental
- Comunidad Terapéutica de Salud Mental Valme
- Hospital de Día de Salud Mental Valme
- Unidad de Hospitalización de Salud Mental Valme
- Unidad de Salud Mental Comunitaria Alcalá de Guadaíra
- Unidad de Salud Mental Comunitaria Dos Hermanas
- Unidad de Salud Mental Comunitaria Los Palacios
- Unidad de Salud Mental Comunitaria Morón de la Frontera
- Unidad de Salud Mental Infanto-Juvenil Valme